# 草地鹨
草地鹨（学名：Anthus pratensis）为鶺鸰科鹨属的鸟类。主要繁殖於古北界的大部分地區，從東南格陵蘭和冰島向東延伸至俄羅斯的烏拉山以東地區，向南至法國中部和羅馬尼亞；在高加索山脈也有一個孤立的種群分佈。大部分地區的草地鷚屬於候鳥，冬季遷徙至南歐、北非和西南亞，但在西歐則為留鳥，儘管即便在這裡，許多鳥類在冬季仍會遷移至海岸或低地。

## 分類
草地鷚由瑞典博物學家卡爾·林奈於1758年在其《自然系統自然系統》中首次進行物種描述，並命名為Alauda pratensis。模式產地位於瑞典。草地鷚現為德國博物學家約翰·馬托伊斯·貝希斯坦於1805年引入的鷚屬（Anthus）的模式種。該物種為單型種，不分亞種。
屬名Anthus來自拉丁語，是老普林尼提到的一種草原小鳥的名稱，而種名pratensis意指「草地的」，源自拉丁語pratum，即「草地」。「pipit」（鷚）這個名稱最早由托馬斯·佩南特於1768年記錄，為擬聲詞，來源於此物種的叫聲。古老但已不再使用的俗名包括「chit lark」、「peet lark」、「tit lark」和「titling」，這些名稱是因為其體型小，且與雲雀有表面上的相似性。

## 描述
這是一種分佈廣泛且經常數量豐富的小型鷚，長約14.5—15 cm（51⁄2—6英寸），重約15—22 g（0.53—0.78 oz）。地面上的草地鷚外觀平淡無奇，主要為棕色，上部有較深的條紋，下部為黃褐色，尾巴為棕色，邊緣有窄窄的白色邊線。它的喙細長，腿呈淡粉黃色，後爪特別長，超過其他後趾的長度。叫聲為輕弱的tsi-tsi。簡單且重複的歌聲通常在短距離飛行時發出。繁殖於愛爾蘭和蘇格蘭西部的草地鷚顏色稍深，通常被認為是亞種A. p. whistleri，但與指名亞種A. p. pratensis有連續變異。
它與赤喉鷚A. cervinus相似，赤喉鷚有更多條紋，且（僅在夏季）喉部呈橙紅色；也與樹鷚A. trivialis相似，後者體型略大，條紋較少，臉部標記較為明顯，且後爪較短。草地鷚的歌聲在結尾處加速，而樹鷚則減速。

## 分佈與棲地
分布于前苏联、格陵兰、冰岛、法罗群岛、不列颠群岛、法国、意大利、南斯拉夫以及中国大陆的新疆等地，主要生活于山地近水的草地、沼泽、灌木丛及林缘。该物种的模式产地在瑞典。
草地鷚主要棲息於開闊的地區，無論是未開墾的還是低強度農業區，如牧場、沼澤和荒原，但在少數情況下也會出現在耕地中。冬季，草地鷚還會利用鹽沼，有時也出現在開闊的林地中。它是一種相當地棲的鷚類，一般在地面上覓食，但會利用灌木叢、籬笆線或電線等高處作為觀察掠食者的瞭望點。
草地鷚的總體估計種群為1,200萬對。該物種在其分佈範圍的北部非常豐富，通常是英國大多數高地地區最常見的繁殖鳥類，但在南部較少見。繁殖密度從北歐斯堪的納維亞的80 pairs/km2（210 pairs/sq mi），到繁殖範圍南部的草地5—20 pairs/km2（13—52 pairs/sq mi），僅在耕地中為1/km2（2.6/sq mi）。在其主要分佈範圍以南的山區，如西班牙、意大利和巴爾幹北部，也記錄到一些孤立的繁殖對。在過去17年中，該種群數量普遍下降，最明顯的是法國農田中的下降幅度達68%。

## 行為

### 繁殖
巢築於地面，隱藏在茂密的植被中，每窩產下2至7枚卵（通常為3至5枚）；卵在11至15天後孵化，雛鳥在孵化後10至14天離巢。每年通常撫育兩窩幼鳥。該物種是杜鵑的重要巢主之一，也是灰背隼和灰澤鵟的重要獵物。

### 食物與覓食
其食物主要是昆蟲和其他無脊椎動物，大多數食物小於5 mm（3⁄16英寸）。冬季主要以禾本科、莎草科、燈心草科的種子以及石南和烏飯果的漿果為食。

## 亚种
- 草地鹨指名亚种（学名：Anthus pratensis pratensis）。分布于前苏联、格陵兰、法罗群岛、不列颠群岛、法国、意大利、南斯拉夫、北非以及中国大陆的新疆等地。该物种的模式产地在瑞典。[13]

## 圖庫

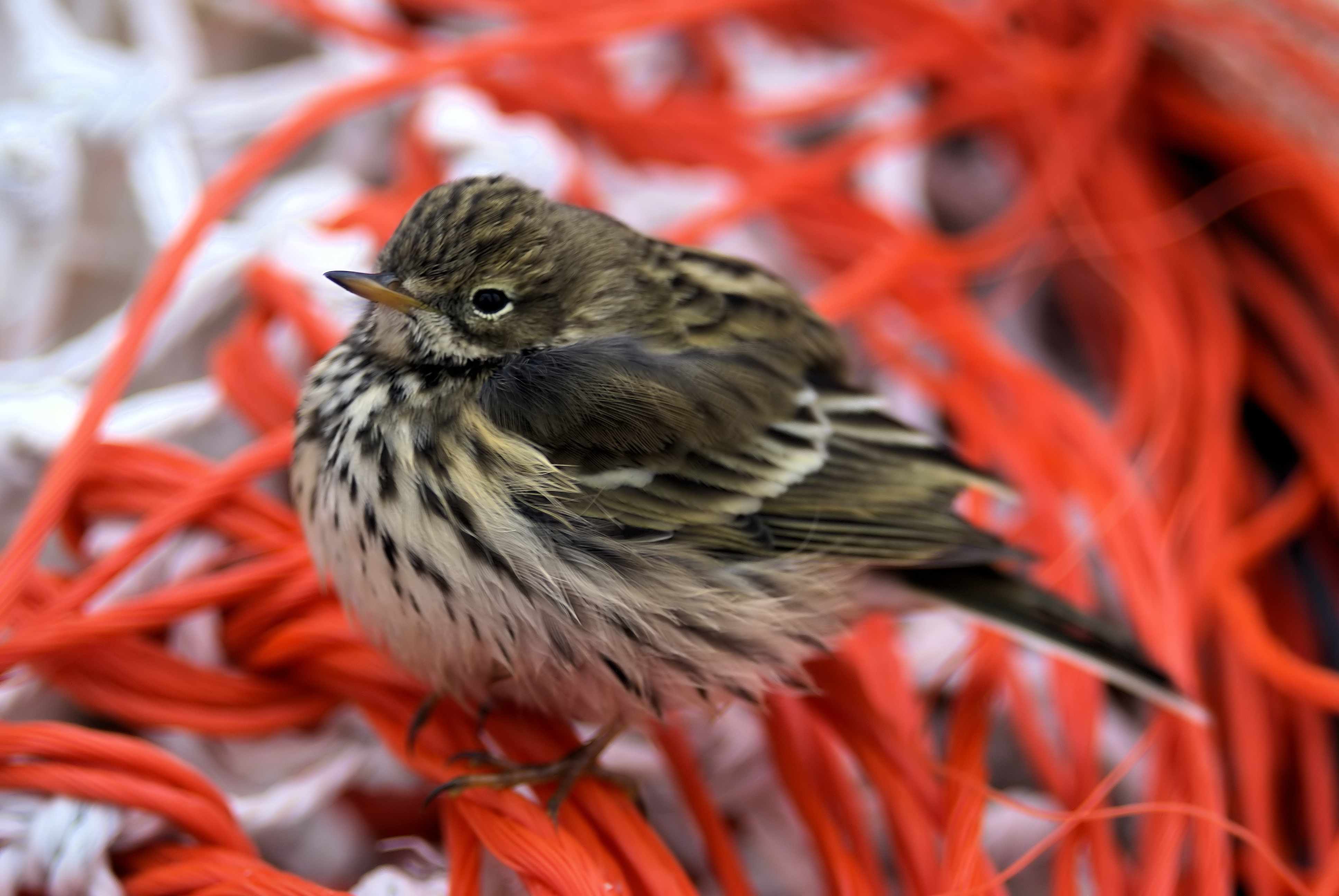
棲息在漁網上的草地鷚
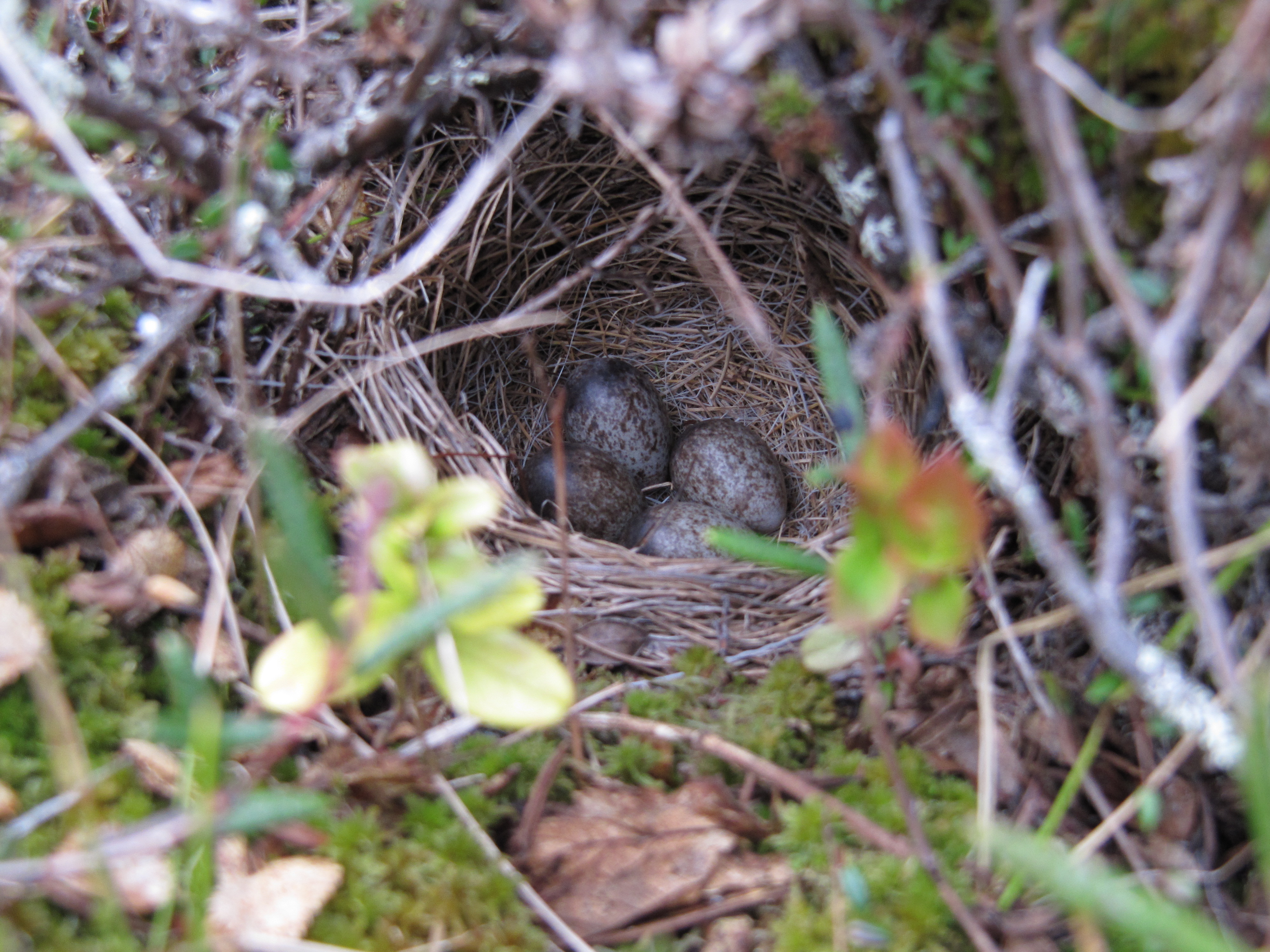
巢與卵
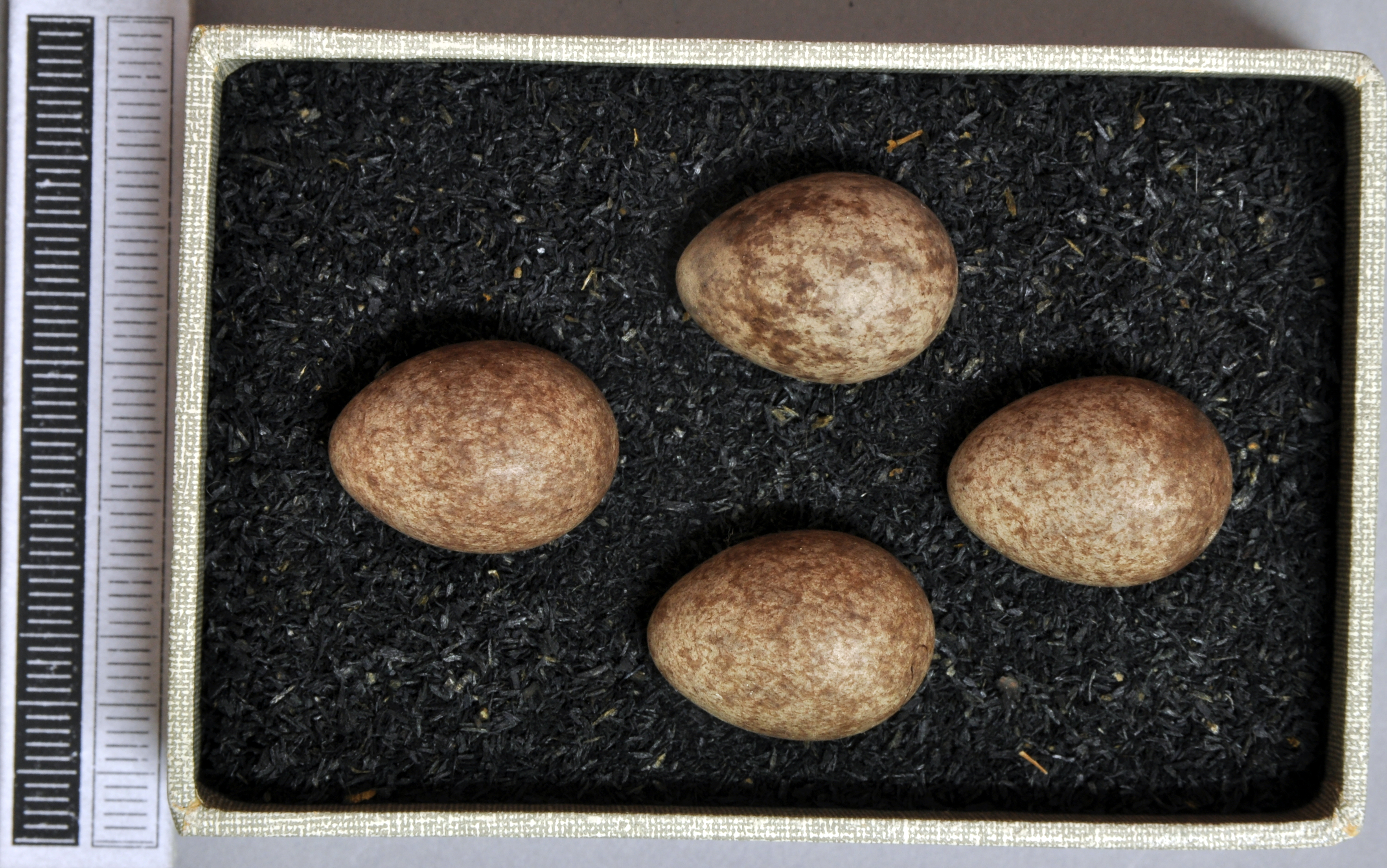
蛋, 收藏於威斯巴登博物館

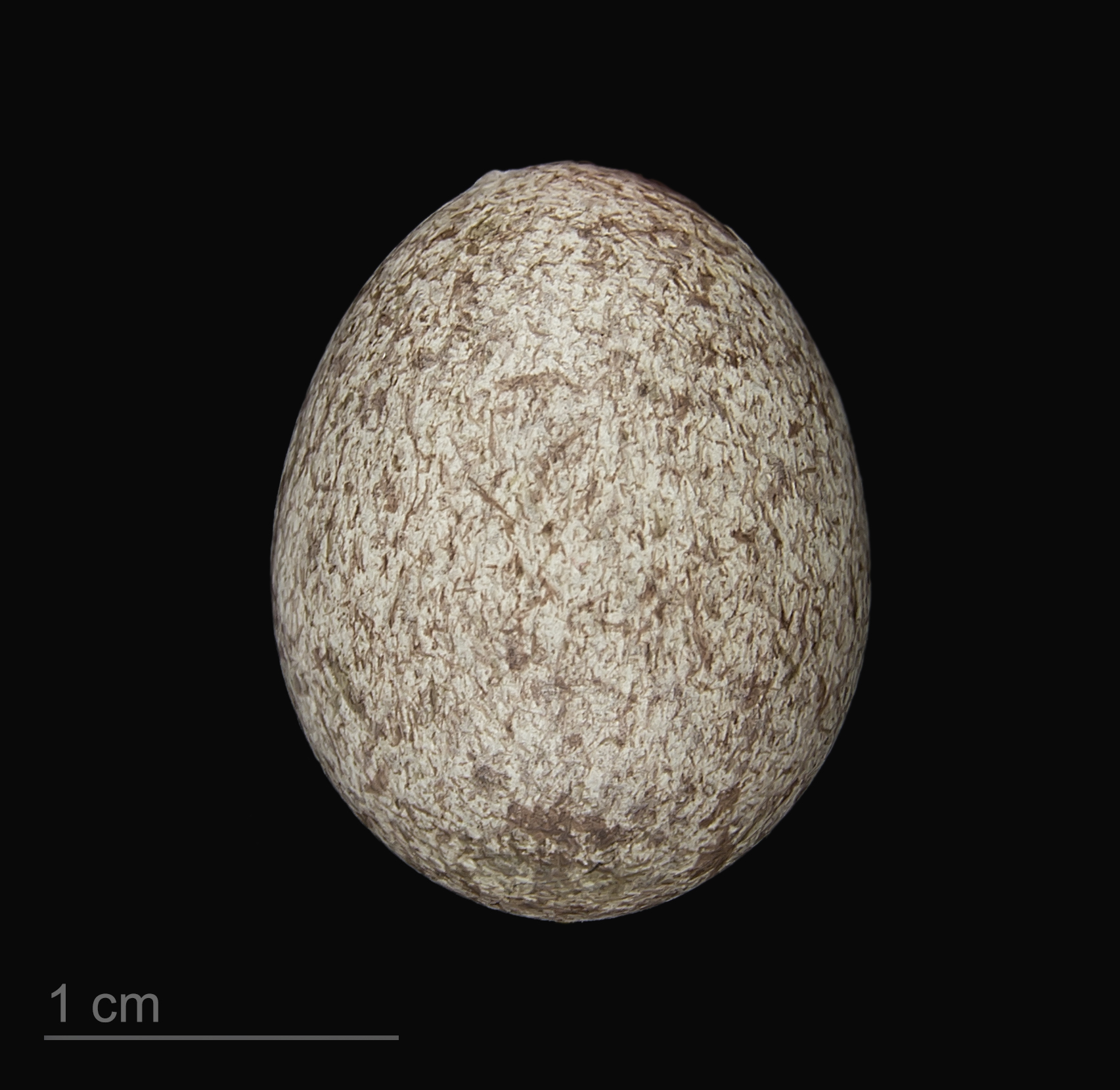
Anthus pratensis

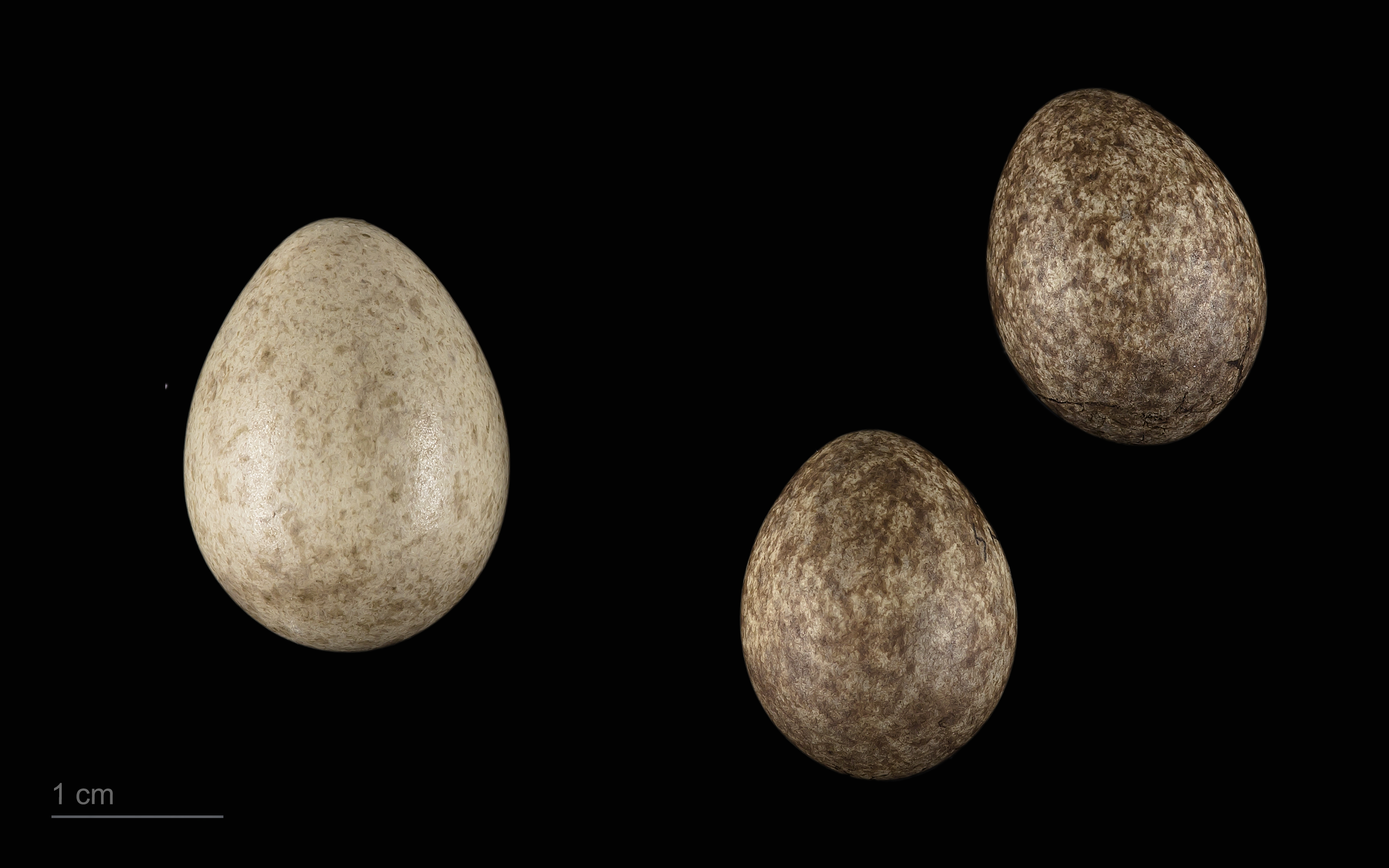
產在草地鷚Anthus pratensis巢中的大杜鵑Cuculus canorus canorus卵 - 土魯斯博物館